# Juan Ramón Ocampo
Juan Ramón Ocampo (* 30. März 1954 in Asunción), gemäß anderen Quellen Juan Ramón Torres Ocampos, ist ein ehemaliger paraguayischer Fußballspieler auf der Position eines Stürmers.

## Laufbahn
Ocampo begann seine fußballerische Laufbahn wahrscheinlich beim in seiner Heimatstadt Asunción beheimateten Club Guaraní und gewann in der Saison 1973/74 der mexikanischen Primera División seinen ersten Meistertitel mit dem CD Cruz Azul.
In der Saison 1975/76 stand er beim FC Valencia unter Vertrag, für den er turnierübergreifend in insgesamt acht Spielen zum Einsatz kam und zwei Tore erzielte (in der Punktspielrunde der Saison 1975/76 hatte er allerdings nur zwei Einsätze und blieb ohne Treffer).
Nach seinem spanischen Intermezzo kehrte er in seine Heimat zurück, wo er für einige Monate beim Club Libertad spielte.
Ende 1976 wechselte er erneut nach Mexiko, wo er vom Dezember 1976 bis zum Sommer 1977 beim Club San Luis engagiert war, bevor er in der darauffolgenden Saison 1977/78 mit den UANL Tigres erneut die mexikanische Fußballmeisterschaft gewann. In den beiden folgenden Spielzeiten 1978/79 und 1979/80 stand er bei Atlético Potosino unter Vertrag.
Seinen einzigen Länderspieleinsatz für Paraguay bestritt Ocampo 1975.

## Erfolge
- Mexikanischer Meister: 1974, 1978